# وسایل چگونه کار می‌کنند
HowStuffWorks نام وبگاهی برای شرح چگونگی کارکرد بسیاری از ابزارها است. این وبگاه از عکسها، نمودارها، ویدئوها و پویانمایی برای شرح واژگان و سازوکارها به زبان ساده بهره می‌برد.